# Liste der Baudenkmale in Seeburg (Niedersachsen)
In der Liste der Baudenkmale in Seeburg sind Baudenkmale der niedersächsischen Gemeinde Seeburg im Landkreis Göttingen aufgelistet. Der Stand der Liste ist das Jahr 1997.

## Allgemein
Der Ort Seeburg wurde als Seborch erstmals im Jahre 952 urkundlich erwähnt. Die Urkunde stammt von Otto I.
In den Spalten befinden sich folgende Informationen:
- Lage: die Adresse des Baudenkmales und die geographischen Koordinaten. Kartenansicht, um Koordinaten zu setzen. In der Kartenansicht sind Baudenkmale ohne Koordinaten mit einem roten Marker dargestellt und können in der Karte gesetzt werden. Baudenkmale ohne Bild sind mit einem blauen Marker gekennzeichnet, Baudenkmale mit Bild mit einem grünen Marker.
- Bezeichnung: Bezeichnung des Baudenkmales
- Beschreibung: die Beschreibung des Baudenkmales. Unter § 3 Abs. 2 NDSchG werden Einzeldenkmale und unter § 3 Abs. 3 NDSchG Gruppen baulicher Anlagen und deren Bestandteile ausgewiesen.
- ID: die Objekt-ID des Baudenkmales
- Bild: ein Bild des Baudenkmales, ggf. zusätzlich mit einem Link zu weiteren Fotos des Baudenkmals im Medienarchiv Wikimedia Commons. Wenn man auf das Kamerasymbol klickt, können Fotos zu Baudenkmalen aus dieser Liste hochgeladen werden:

## Bernshausen
| Lage                                             | Bezeichnung              | Beschreibung | ID       | Bild           |
| ------------------------------------------------ | ------------------------ | --- | -------- | -------------- |
| Göttinger Straße 13a 51° 34′ 4″ N, 10° 10′ 28″ O | Wegemal                  | | 35285210 |                |
| Oberdorfstraße 51° 34′ 0″ N, 10° 10′ 29″ O       | Ehem. Kirchplatz         | ehemaliger Standort der Kirche im Ortszentrum, mit Einfriedung                                                                                             | 35285230 |                |
| Oberdorfstraße 21 51° 34′ 0″ N, 10° 10′ 28″ O    | Pfarrhaus                | Einzeldenkmal der Baudenkmal-Gruppe Oberdorfstraße 21,22,24 (ID 35232052)                                                                                  | 35285276 |                |
| Oberdorfstraße 22 51° 34′ 1″ N, 10° 10′ 29″ O    | Hof                      | Teil der Baudenkmal-Gruppe Oberdorfstraße 21,22,24 (ID 35232052)                                                                                           |          |                |
| Oberdorfstraße 24 51° 34′ 2″ N, 10° 10′ 29″ O    | Hof                      | Teil der Baudenkmal-Gruppe Oberdorfstraße 21,22,24 (ID 35232052)                                                                                           |          | BW             |
| Rosenstraße 51° 34′ 0″ N, 10° 10′ 37″ O          | Kirche St. Peter u. Paul | Die Kirche wurde von 1874 bis 1876 erbaut. Es ist eine dreischiffige, neugotische Hallenkirche. Die Kirche hat ein Querhaus und einen 48 Meter hohen Turm. | 35285343 | Weitere Bilder |

## Seeburg
| Lage                                            | Bezeichnung             | Beschreibung | ID       | Bild           |
| ----------------------------------------------- | ----------------------- | --- | -------- | -------------- |
| Eichsfeldstraße 1 51° 33′ 42″ N, 10° 8′ 53″ O   | Wegekreuz               | | 35285384 |                |
| Eichsfeldstraße 103 51° 33′ 55″ N, 10° 8′ 32″ O | Wegekreuz               | | 35285450 |                |
| Eichsfeldstraße 51° 33′ 35″ N, 10° 8′ 54″ O     | Tabaktrocknungsschuppen | | 35285364 |                |
| Heckenkrug 3 51° 33′ 58″ N, 10° 8′ 30″ O        | Auemühle, ehem.         | | 35285470 |                |
| Heckenkrug 3 51° 33′ 57″ N, 10° 8′ 29″ O        | Wohnhaus                | | 35285490 |                |
| Kirchweg 5 51° 33′ 47″ N, 10° 9′ 3″ O           | Kirche St. Martinus     | Katholische Pfarrkirche, erbaut 1786–88. Besonders an der Westfront aufwendig gestalteter Bau aus Sandsteinquadern. Der Westturm mit seiner Welschen Haube und der Dachreiter sind verschiefert. In den Barockaltar des frühen 18. Jahrhunderts sind zwei spätgotische Heiligenfiguren integriert. Zusammen mit dem Kruzifix (ID 35285555) westlich der Kirche Einzeldenkmal der Baudenkmal-Gruppe Kirchweg 8 (ID 35232023) | 35285510 | Weitere Bilder |
| Kirchweg 8 51° 33′ 47″ N, 10° 9′ 0″ O           | Pfarrhaus               | Zusammen mit dem Staketzaun (ID 35285641) entlang des Kirchweges Einzeldenkmal der Baudenkmal-Gruppe Kirchweg 8 (ID 35232023) | 35285577 |                |
| Seestraße 27 51° 33′ 49″ N, 10° 9′ 8″ O         | Hofanlage               | Baudenkmal-Gruppe Hofanlage Seestraße 27 ohne Einzeldenkmale | 35232038 |                |